# Philodromus jabalpurensis
Philodromus jabalpurensis är en spindelart som beskrevs av Gajbe 1999. Philodromus jabalpurensis ingår i släktet Philodromus och familjen snabblöparspindlar. Inga underarter finns listade i Catalogue of Life.